# 康韋角
康韋角（英語：Cape Conway）是南極洲的海岬，位於南設得蘭群島中雪島的南端，處於拜沃特角東南面10.58公里、普雷錫登特角西南面17.3公里、霍爾半島西南面11.75公里和史密斯角東北面44.46公里。

## 外部連結
- SCAR Composite Antarctic Gazetteer（页面存档备份，存于）.

62°50′30″S 61°25′43″W / 62.84167°S 61.42861°W